# 素服

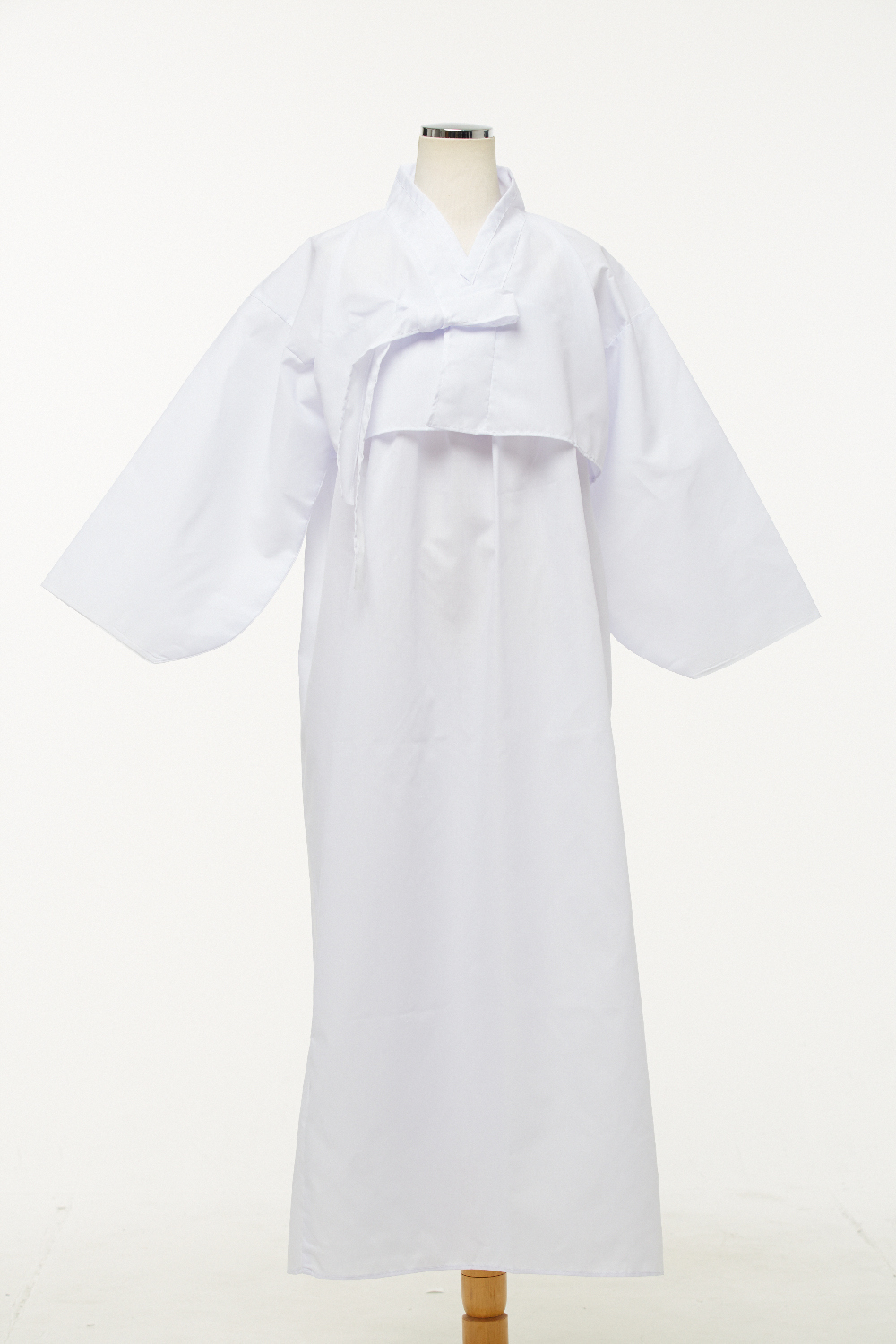
韓服素服

素服是指本色（沒有經過漂染色）或白色的衣服。漢文化裡面，尤指居喪期間穿著的喪服，或遭遇災禍、問刑、謝罪、訣別等其他凶事時所穿的衣服。
現代漢語的字面解釋，是表示朴素、平淡和簡單的服飾裝扮。特定意義上來說，是指參加弔唁的服裝，此外也適用於探病、慰問災情等場面，通常見到的是黑色、深藍色、灰色或其他深色的衣服。

## 辭源
「素」，從生從糸。本義作「沒有染色的絲織物」。引伸作「顏色單純、不艷麗」「質朴粗糙、不加修飾」的意思。
中國傳統觀念來說，「素色」是指白色、本色或淡雅的顏色。但在色彩設計的標準裡面，並沒有「素色」的概念，無彩色系列的黑、白、灰三種顏色，都可以統稱為「素色」；或者說，是指顏色單純、樸素、不亮麗、不搶眼、不誇張、不大膽、不張揚、不引人注目的顏色。

## 用途

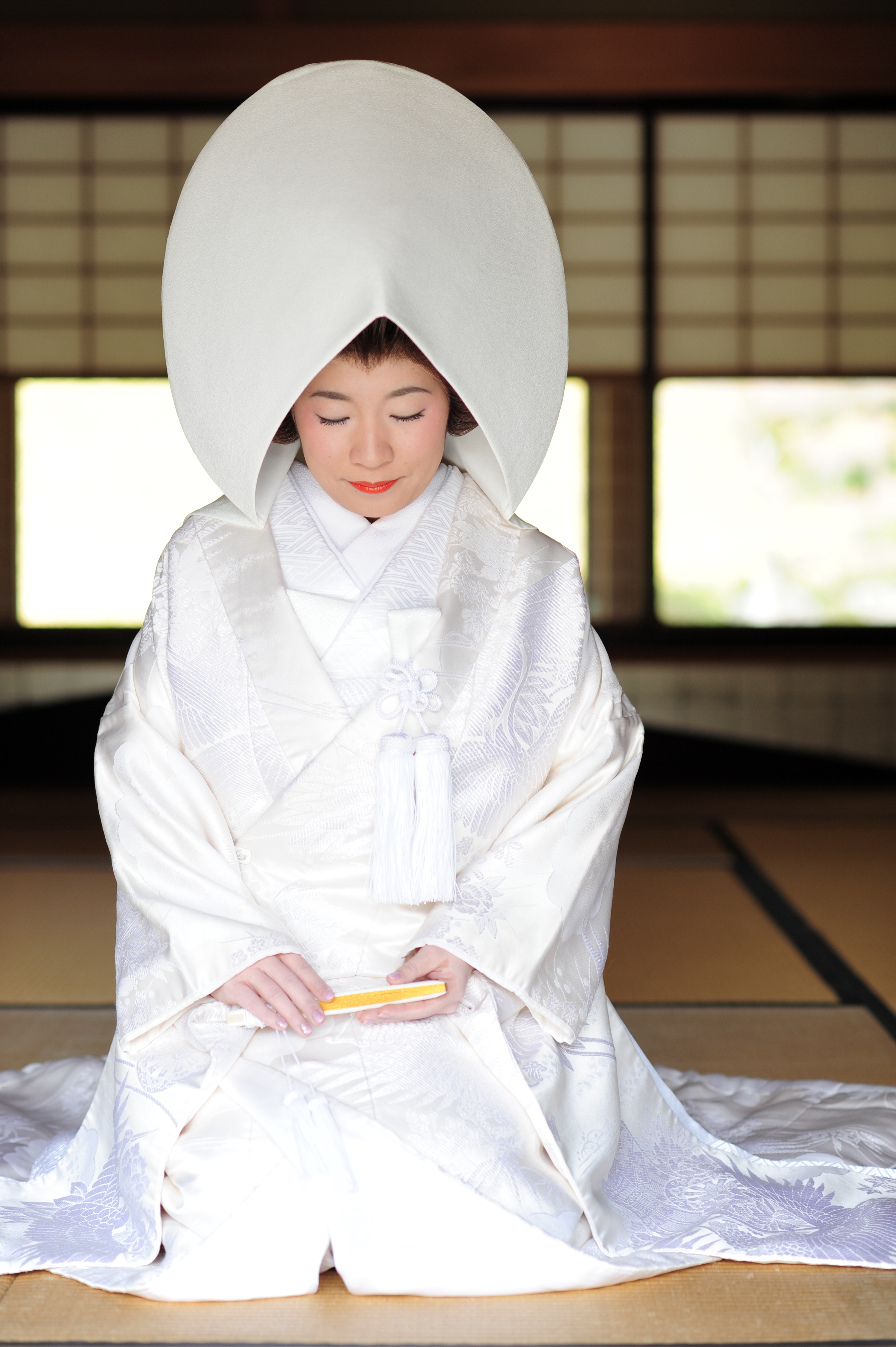
白無垢

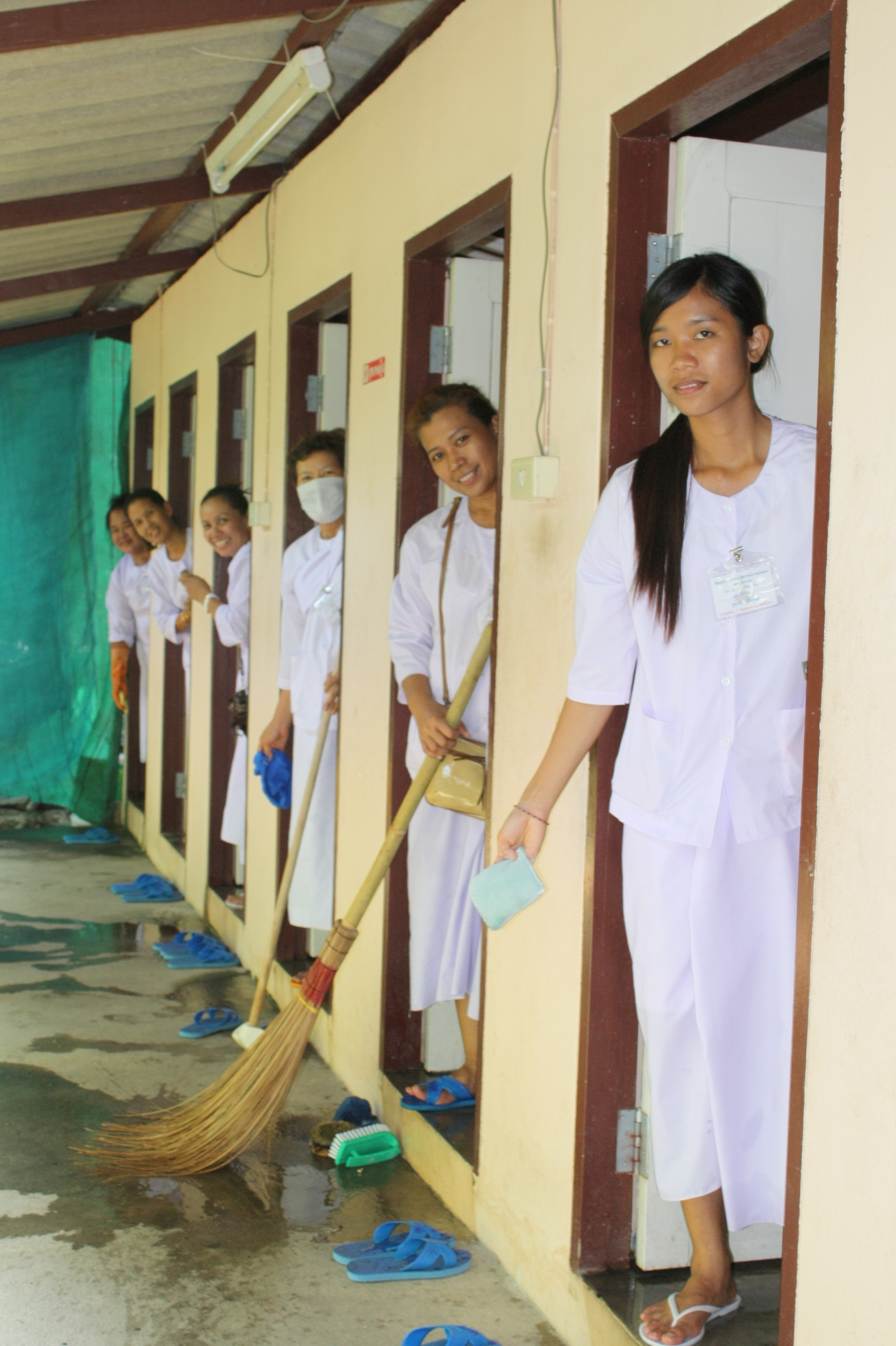
泰国法身寺身穿素服的女性佛教徒

### 便服
中國古時的染色技術尚未遍及民間，唯有王公貴族能夠穿著華服章采，平民的服裝則大都是素冠縞衣，所以普通百姓也稱作「白衣」、「白丁」、「白士」、「白民」、「白身」、「白徒」。
直至唐宋時期，民間的染色技術日漸精湛，白衫仍是作為平民便服，但也用作為喪服使用，厭白尚采的風氣已經開始流行民間。宋乾道年間，禮部侍郎王曮上疏禁穿白衫，遂只用作為喪服。
古代朝鮮民族的染色技術同樣不發達，下層人民多以白衣為便服，故有「白衣民族」之稱。

### 禮服、儀服
有些文化信仰以白色表示神聖和純潔的顏色，黑色表示哀悼的顏色。
- 西方的白色婚禮，新娘穿著白婚紗象徵內心的純潔。
- 日本傳統的白無垢，有神聖、無垢的涵義。
- 蒙古和西藏以贈送潔白哈達來表示崇高的敬意。
- 東南亞華人民間信仰的九皇爺誕，信眾身穿白衣素服、持齋九天來進行儀式。
- 日本四國遍路的巡禮者穿著白裝束，象徵著有「死亡覺悟」而追尋解脫。
- 基督徒穿著白袍施受洗禮，象徵踏上救贖的道路。
- 佛教徒身穿白衣素服，因此在一些佛经中称在家居士为“白衣”。[15]至今泰国仍保留这一习俗。

### 喪服、忌服
漢民族自古以素色為凶服，對服飾顏色有所忌諱，逢喪事必須穿著素服，即是孝袍； 除此之外，小中華思想的朝鮮半島和越南喪葬習俗，傳統上也以白色為居喪之服。現代的傳統喪禮場合，死者的五服親屬是以一身白衣為主色，當中按照親疏披麻，女性佩戴白紙花；但是受西方文化影響，現在也有選擇穿著黑色服裝，手臂穿戴黑紗。 日本葬儀中的死者穿著白裝束，象徵清淨和無垢，安祥回歸極樂世界，喪主在傳統上也是穿著白色和服。
漢傳佛教以「白衲」（白袈裟）表示滅亡； 除此之外，東北亞、印度文化影響地區和信仰伊斯蘭教的民族同樣普遍穿戴白裳為喪服。

## 服色
《禮記》：「夏后氏尚黑，殷人尚白，周尚赤。」
朝鮮民族、鮮卑族、契丹族、黨項族、蒙古族、女真族等都崇尚白色，中國魏晉南北朝時期也尚白，視為神聖、高貴的顏色，如晉朝太子妃婚服為白色，陳朝白帽為皇帝、皇太子專用。彝族、納西族、拉祜族、苗族等都崇尚黑色。

## 另見
- 華服
- 喪服
- 吉服、盛服
- 黑色（尚黑）
- 白色（尚白）
- 灰色
- 紅色（尚紅）